# کریم بامبو
کریم بامبو (انگلیسی: Karim Bambo؛ زادهٔ ۱۳ مهٔ ۱۹۹۳) یک ورزشکار اهل مصر است.
از باشگاه‌هایی که در آن بازی کرده‌است می‌توان به باشگاه ورزشی اسماعیلی و باشگاه ورزشی الاهلی مصر اشاره کرد.
وی همچنین در تیم‌های ملی فوتبال Egypt U-20 Egypt U-23 بازی کرده است.